# Formula Renault V6 Asia Championship 2007
Formula Renault V6 Asia Championship 2007 var ett race som vanns av James Winslow.

## Kalender
| Bana                         | Segrare Race 1 | Segrare Race 2 |
| ---------------------------- | -------------- | -------------- |
| Sepang International Circuit | Marchy Lee     | Seth Ingham    |
| Sepang International Circuit | Armaan Ebrahim | Armaan Ebrahim |
| Sentul International Circuit | Aaron Lim      | Armaan Ebrahim |
| Chengdu Goldenport Circuit   | James Winslow  | James Winslow  |
| Autopolis Circuit            | James Winslow  | Armaan Ebrahim |
| Zhuhai International Circuit | James Winslow  | Armaan Ebrahim |

## Slutställning
| Plats | Förare          | Poäng |
| ----- | --------------- | ----- |
| 1     | James Winslow   | 125   |
| 2     | Armaan Ebrahim  | 116   |
| 3     | Satrio Hermanto | 67    |
| 4     | Hanns Lin       | 59    |
| 5     | Hafiz Koh       | 58    |
| 6     | Adderly Fong    | 53    |